# ジルコニウム火災

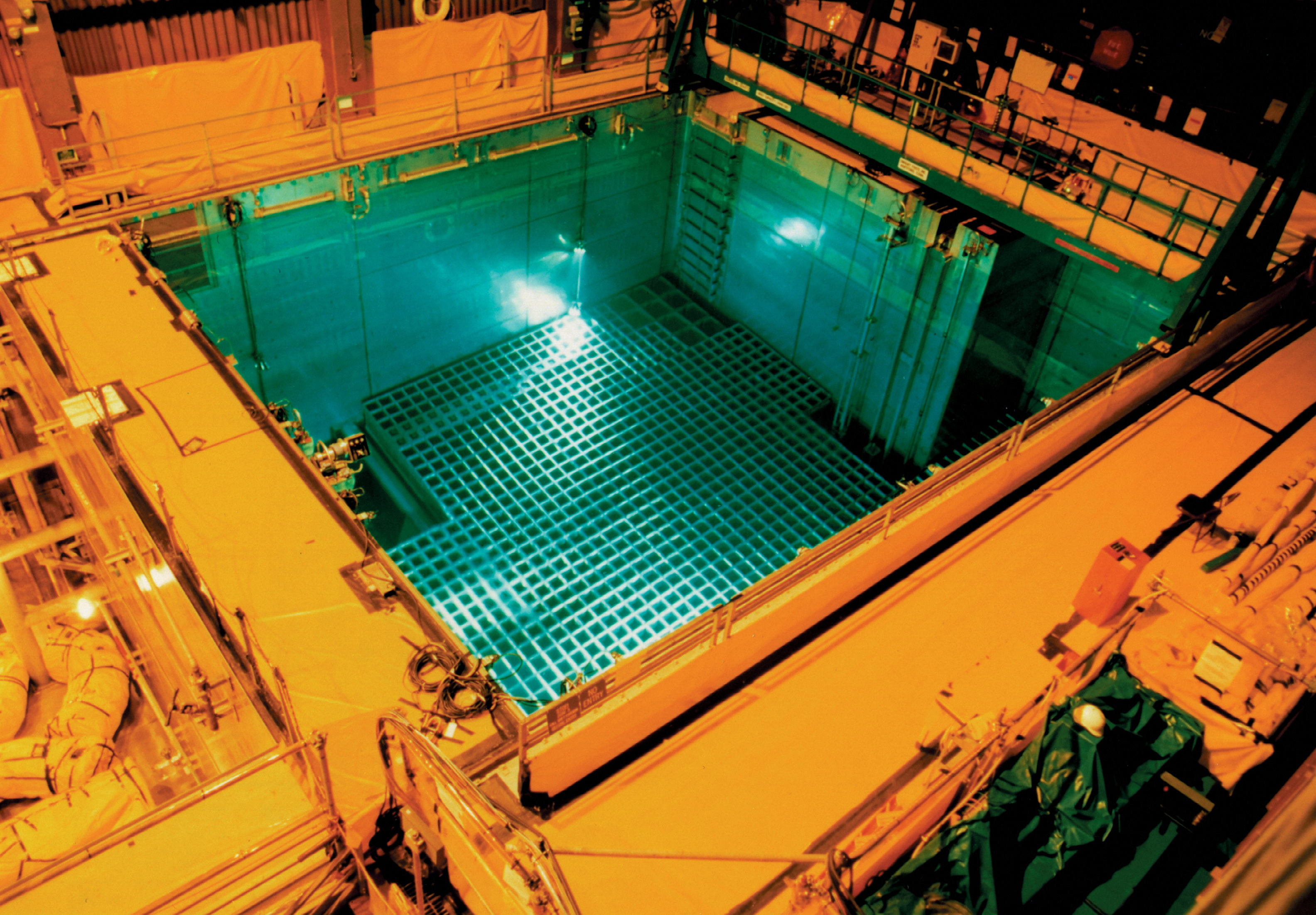
使用済み燃料プール。水の喪失により起こる可能性がある燃料被覆管の火災は、大規模な汚染を引き起こしうる。

原子力災害におけるジルコニウム火災（ジルコニウムかさい、zirconium fire）とは、原子力発電所（原発）の事故により発生が想定される事態のひとつで、主に使用済み燃料プール (spent fuel pool) において、プールの水が失われることにより、ジルコニウム合金製の燃料被覆管が空気中で燃焼し破損につながる事態を指す。これにより大規模な放射性物質の放出につながる可能性がある（#概要の節を参照）。
ジルコニウム被覆管火災 (zirconium cladding fire)、ジルカロイ火災 (zircaloy fire) などとも表される。
原理的には、軽水炉の炉内での冷却材喪失事故の結果起こるジルコニウム＝水（水蒸気）反応の暴走と同種のものである。以下では使用済み燃料プールにおける冷却材喪失により想定される事故について扱う。

## 概要
核燃料では、幅1センチメートル (cm) 前後、長さ4メートル (m) 前後のパイプ状の燃料被覆管に燃料ペレットが入れられており、これが一本の燃料棒を構成する。
被覆管には、連鎖反応を媒介する中性子の損失を防ぐため、中性子が透過しやすい（吸収断面積が小さい）ジルコニウムを主体とする特殊な合金（ジルカロイ）が用いられている。
通常は腐食耐性等に優れたこのジルコニウム被覆管（ジルカロイ被覆管）も、空気中におかれた状態でおよそセ氏900度 (°C) 以上の温度となると酸化反応が活発となる。
このときには酸素分子だけではなく、水蒸気がある環境ならば水分子中の酸素を奪う。
酸化で発生する熱は、条件によって使用済み核燃料の崩壊熱よりも大きくなり、冷却が十分でなければ被覆管を伝い、温度をさらに上昇させて自足的な暴走、すなわち、燃焼状態となる。
結果、被覆管は脆くなり変形して破損にいたる。
原子炉で用いられた後の使用済み燃料は、核分裂生成物中の多量の放射性核種により強い放射線と崩壊熱を継続して放出しており、少なくとも数年の間、原子炉に隣接する使用済み燃料プール（使用済燃料貯蔵プール、以下、プール）で冷却される。
使用済み燃料は、燃料棒が集まった柱状の燃料集合体を単位としてラックに入れられプールに沈められており、通常の状態ではラック頂部の上に7–8メートル (m) の厚い水が覆っている。
このプールの水は、動力を用い水位と温度が維持され、使用済み燃料からの放射線と崩壊熱による温度上昇とを防ぐという多重の役割を担っている。
万一、燃料が過密化したプールや、崩壊熱の大きな燃料を含むプールで水が失われる事故（冷却材喪失事故）が起き、一定期間水が回復ができない場合には、崩壊熱によってジルコニウム被覆管の燃焼が起こるまで温度が上昇し、被覆管が破損して、最終的に原子炉の炉心損傷時を大きく上回りうる放射性物質の環境への拡散につながる危険がある。
こうしたプールでの水の喪失後に想定される火災がジルコニウム火災と呼ばれる。
（#火災のシナリオの節を参照）
実際にジルコニウム火災が過去に発生したことはなく、当初、プールの冷却材喪失事故そのものが起こり難く、また水位が低下しても対処の時間的余裕は十分あり、特別な対策をせずとも火災のリスクは十分小さいものとみなされてきた。
しかし、2001年の同時多発テロ事件後に、アメリカ合衆国（米国）で原発への意図的攻撃が真剣に懸念され始めると、原子炉とともに、使用済み燃料プールのこの脆弱性が米原子力規制委員会（以下、米NRC）や米連邦議会などで議論となった。
これにより、米国ではその後数年のうちに、全（交流）電源喪失への対処を含む暫定的なテロ対策が米NRCの保安命令の一部となった。
また、全米科学・工学・医学アカデミー（以下、米アカデミー）からも同様の火災防止策の提言が行われた。
2011年の福島第一原発事故当時、日本ではこうした対策は行われておらず、事故後、特に4号機プールでの冷却材喪失とそれによるジルコニウム火災の発生が懸念される事態となった。
（#危機と対策の経緯の節を参照）

## 火災のシナリオ

### プールにおける冷却材喪失
使用済み燃料プールの冷却材喪失は、原子炉と同様、全電源喪失、すなわち外部電源も非常用電源も失い電力が供給できなくなることによる冷却の停止で、長期にプールの水の蒸発を止められない事態が続くことにより起こりうる。
また人的ミスや機器の不具合によりプールの水を誤って一部喪失する事故も過去にしばしば起こっている。
さらに地震の揺れによりいくらかの水が溢れて失われることがある（スロッシング）。
ただし一般には、プールの燃料の崩壊熱は運転停止直後の原子炉よりずっと小さいため、蒸発が原因で燃料が十分に露出するには短くとも4日程度の時間がかかると推定され、原子炉にくらべ水の喪失に対応するための猶予は大きい。
一方で、一旦燃料が水で十分に保護されなくなるほど水位が低下した場合には、遮蔽されなくなった使用済み燃料からのガンマ線により、プールの近傍での行動は一転して著しく制限されることになる。
水位が燃料頂部までおよそ1メートル以下となると、プールの縁での作業は困難となり、
燃料が完全に露出すると、線量はプールの縁において100シーベルト毎時 (Sv/h) 以上に達すると試算されている。
また、直接燃料が見えないオペレーションフロア内においても、散乱や反射によって線量は数シーベルト毎時となる。
このほか、武力攻撃などによるプールの直接・間接の損傷も脅威となる。
2001年のアメリカ合衆国（米国）での同時多発テロ後、航空機が原発に衝突した場合、プールにどのような損傷がありうるか、米電力研究所 (Electric Power Research Institute) や米エネルギー省サンディア国立研究所で研究が始められた。
結果の詳細は非公開とされているが、米アカデミーの報告は、これらの研究を元にプールの壁の破損から冷却材喪失につながるシナリオがあることを認めている。

### 冷却材喪失後の発火
水が失われ燃料が空気中に露出すると、燃料被覆管は崩壊熱により温度が上昇し、それとともに空気中の酸素分子あるいは水蒸気中の酸素によって以下のような酸化反応が活発となり、追加の大きな熱を生成する。
水蒸気と反応する場合は、水素ガスも発生させることになる。
Zr + O2 → ZrO2 （熱 12 MJ/kg）
Zr + 2H2O → ZrO2 + 2H2 （熱 5.8 MJ/kg）
（ただし、括弧内は反応にともなう生成熱を質量あたりで表し、単位 MJ/kg はメガジュール毎キログラム）。
後者の水蒸気との酸化還元反応（ジルコニウム＝水反応）は原子炉の冷却材喪失事故でも起こるものである。
酸化反応はセ氏900度 (°C) 以下ではゆっくりだが、それ以上になると急激に進行するようになる。
およそセ氏1200度になると反応は自律的に暴走しジルコニウム火災となる。
燃料被覆管の一部で発火すると、燃焼前線を作って被覆管上を伝い広がっていき、また周囲の被覆管に延焼する。
酸化した被覆管は脆くなって破損にいたり、さらに、セ氏1800度以上まで温度が上昇すると、燃料と被覆管の混合物が溶融状態となる。
ジルコニウム火災が発生する温度になるとしても、崩壊熱の違いから、燃料露出後から火災までの時間もプールにおいては原子炉のそれとくらべて長い。しかし、その時間は、崩壊熱の大きさとともにプールの状態、例えば、プール内のがれきの有無など冷却を阻害する種々の要因に複雑に依存する。
このため、最終的に米NRC報告は、発火しない崩壊熱のレベルを一般に決めることは困難だとした。
単純化されたモデル上での評価では、停止後の時間が短い燃料なら数時間、停止後4年の燃料の場合で、およそ1日で発火温度に達する可能性がある。
水の喪失後の温度上昇には、崩壊熱の大きさとともに、燃料の構成が周囲への熱の伝達を阻害するかどうかが関係する。
特に、空気の流れが冷却の鍵となり、ラックや燃料集合体の構造のために、プールの水がラックの底部まで完全に抜けている場合よりも、部分的に抜けている場合の方が空冷が阻害され、
温度が上昇しやすいことがシミュレーションにより示されている。
また高温となった燃料棒は、発火に至る前に膨張しうる（バルーニング）。
膨張し風船のように部分的に膨らんだ燃料棒は空気の流れを阻害するため、被覆管の破損を早める。

### 環境への放出
破損した被覆管からは、希ガス（キセノンなど）をはじめ、ハロゲン（ヨウ素など）、アルカリ金属（セシウムなど）のような揮発しやすい物質を中心に放射性物質が内部から放出され始める。
溶融までいたれば、他の多くの放射性物質も放出される。
ドイツの原発のように、プールが球形の巨大な格納容器内に設置されている場合もあるが、多くの原発においてプールは原子炉建屋や燃料取扱建屋内の空間にさらされており、放出により建屋内が強く汚染される。
さらに、プール内の数パーセントのジルコニウムが水蒸気と反応し水素を発生させると、こうした建屋内の水素濃度は水素爆発を起こすのに十分なものとなる。
水素爆発などで建屋の屋根が失われれば、放出された放射性物質は高熱で上昇する熱プルーム (thermal plume) となって環境中に拡散を始める。
一般に、プールの燃料の量は原子炉のそれを上回り、半減期の長い放射性核種の総量も多い。
一方、短命な核種は少なくなっているため、汚染物質となる種々の核種のうちで、もっぱら半減期およそ30年のセシウム137 (137Cs) が主要物質として問題とされる。
アメリカにおける標準的な商用原発のプールにおいて、最悪のケースとして燃料の全量が破損し放出された場合、面積にして約4万5千平方キロメートル (km²) の広大な範囲がセシウム137による370万ベクレル毎平方メートル (Bq/m²) 以上の汚染となると見積もられている。
この広さは、チェルノブィリ（チョルノービリ）原発事故による同等の汚染領域の60倍以上にあたり、仮に放出が10%に留まっても約5倍となる。

## 危機と対策の経緯
当初、プールにおける冷却材喪失は起こり難いとされたことにより、ジルコニウム火災を防ぐ対策は限定的なものだった。2001年、米国の同時多発テロと、2011年、日本の福島第一原発事故という2度の危機を経て、一定の対策が進むようになった。

### 確率的リスク評価による火災のリスク
プール内の使用済み核燃料の崩壊熱は、一般に原子炉の燃料の崩壊熱よりずっと小さいことなどにより、1975年のラスムッセン報告（WASH-1400、英語版）以来、プールの冷却材喪失事故によるリスクも原子炉より小さいと評価されてきた。
1970年代後半から1980年代にかけて米エネルギー省の研究所によってプールにおけるジルコニウム火災が起こる条件の研究が進み、
一方でプールの燃料も当初の計画と異なって過密化が進んだものの、
その後の米NRCによる幾度かの再分析においても特別な措置は必要ないとされた。
2001年2月、廃炉が決まった原発のプールを対象とする安全性評価を扱った米NRCの報告書 (Collins & Hubbard 2001) でも「ジルコニウム火災がもたらす帰結は深刻になりうる」と認めつつ、確率（論）的リスク評価 (probabilistic risk assessment, PRA) 手法に基づいて「ジルコニウム火災の見込みは極めて小さいため、リスクは小さい」としていた。
すなわち、この報告では、廃止された原発での燃料の露出は地震や燃料の落下事故によるものが主たる可能性であって、それはおよそ40万–170万年に1度の頻度に過ぎないと評価し、
ジルコニウム火災発生時の大きな被害はそれによって相殺されるため、時間あたりの公衆の死亡リスクの目標値（定量的健康目標、QHO）が達成されていると評価された。

### 2001年同時多発テロ後のアメリカの対応
こうした評価では、意図的な航空機衝突などによる損傷はそもそも考慮されていなかったが、2001年9月11日の同時多発テロ事件により想定外の可能性を現実のものとして考慮せざるを得なくなった。
設計基準脅威を超えた、すなわち、事業者に対して原発をそれから守ることが要請されている脅威を超えたこうした脅威に対し、米NRCは、2002年2月、B.5.bとして知られる暫定的な措置命令を出した。
命令は、航空機衝突などによる設計基準を超えた広範囲の火災・爆発に対しても、手近な手段のうちでプールその他の機能の維持や回復に資する緩和戦略を策定するよう求めていた。
ただし、テロ対策としてのこの命令の存在と内容は非公開に置かれた。
並行して、過酷事故の進展を解析するコンピューター・コードMELCOR（メルコア、英語版）でのジルコニウム火災再現のため、サンディア国立研究所において、シミュレーションとともに実寸大の燃料集合体の加熱実験が始められた。
実験では、崩壊熱の代わりに模擬燃料棒を電気的に加熱し、ジルコニウム合金の被覆管の発火がどのように進行するか、様々な条件のもとで数年に渡って調査が行われた。
他方、テロの可能性を踏まえたジルコニウム火災を警告する声は、民間の研究者からも上げられた。
原子力政策研究者ロバート・アルヴァレズ (Robert Alvarez) らは、2003年の論文 (Alvarez et al. 2003) の中で、テロとともに、再処理や処分の停滞でプール内の燃料が過密化し加熱の危険性を増大させていることも踏まえ、崩壊熱がある程度減少した燃料を乾式キャスク（ドライキャスク）に早期に移し、プールの過密状態を解消すべきとした。
この論文は注目を集め、米NRCだけでなく米連邦議会も巻き込み、コストのかかる乾式キャスクへの移行が必要かどうかについて論争を引き起こした。
こうした議論を受け、2004年に議会は、米アカデミーに対してプールおよび乾式キャスクのテロに対する脆弱性を評価するよう諮問した。
2006年に出版された報告書の一般公開版 (Lanzerotti et al. 2006) によれば、テロによるジルコニウム火災のリスクは確かに存在し、
それに対する緩和策として、プールへのスプレイ装置や緊急給水設備の追加、炉からプールへ燃料をすべて取り出す頻度の制限、また燃料集合体の配置換えが有効な対策となるとして提言された。
このうち、燃料集合体の配置替えとは、崩壊熱の相対的に大きな燃料集合体を、市松模様のように互いに離して配置することを意味し、それにより費用や時間をかけず燃料の加熱を防ぐ効果が見込まれるとされた。
こうした対策は、B.5.bを元に策定された緩和戦略とも多く共通するものだった。
米国の商用原発は2008年までにB.5.bが求める緩和戦略に対応した。
日本の当時の原子力規制当局である原子力安全・保安院（以下、保安院）は、米国での緩和戦略の存在そのものは把握していたものの、日本でテロの危険は小さいなどの理由で2011年の時点で具体的な対策が取られることはなかった。

### 2011年福島原発事故における4号機プールの危機
2011年3月11日、東北地方太平洋沖地震発生にともなう東京電力（東電）福島第一原発での事故において、ジルコニウム火災は、テロ攻撃とは別の形で差し迫った危機となった。

#### 4号機プールをめぐる事故の経緯

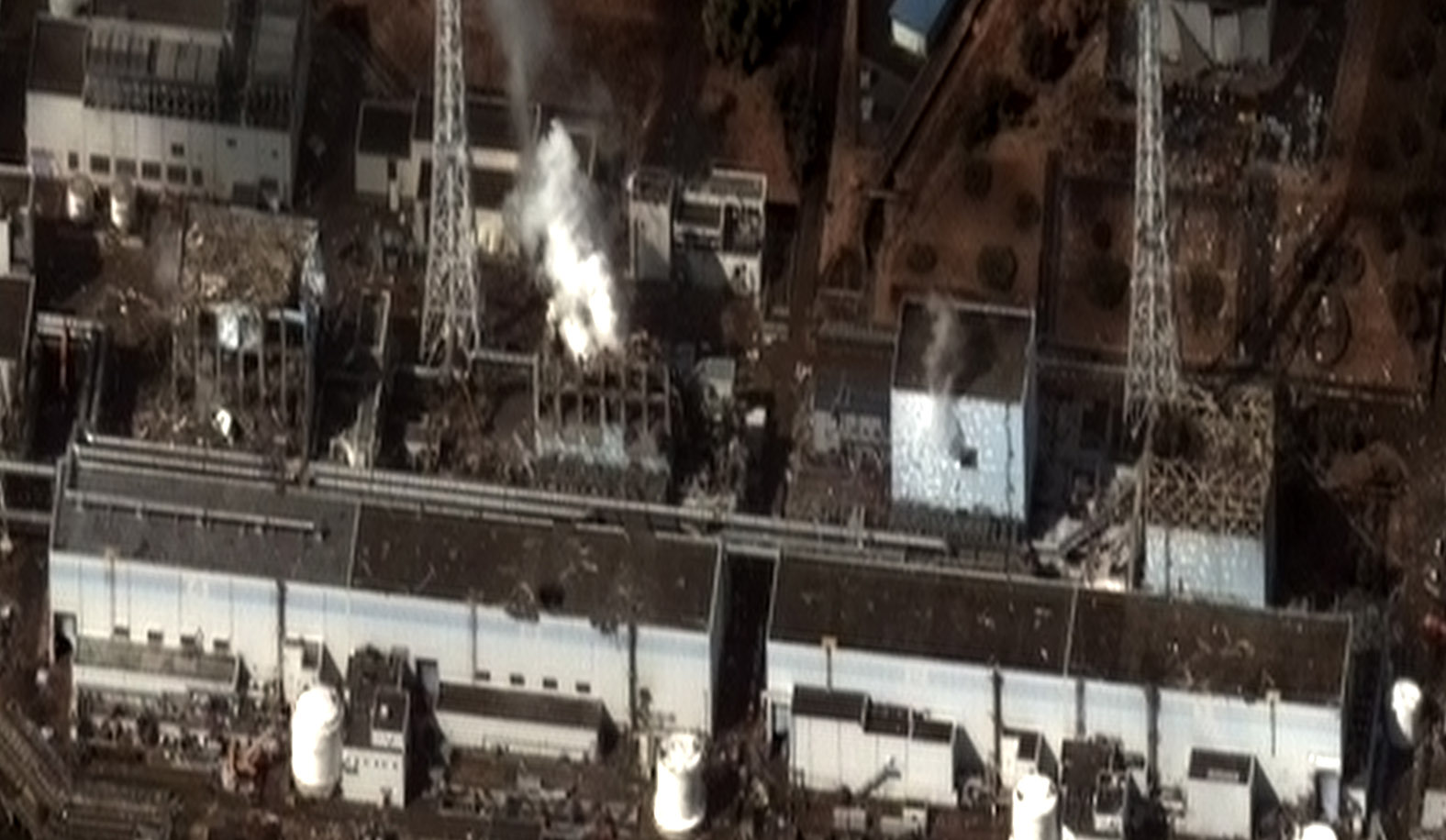
福島第一原発事故後の衛星写真（2011年3月16日）。4号機は左端。上空から4号機プールの水の存在が確認されたが、それは偶発的に水が流入したためだった。

事故当時、4号機は原子炉が停止して102日目であり、炉内のシュラウド交換工事のため炉内にあった熱い燃料がすべてプールに移され、使用済み燃料の本数自体も他のプールより多くなっていた。
このため、他のプールの3倍以上の2メガワット (MW) を超える崩壊熱があり、
冷却が停止したままならば水位の低下は深刻なものとなり得た。
危機が見込まれる一方で、原子炉の対応に追われたことによる原発での人員不足等から、プールの状況の調査は後回しとされた。
4号機プールに関しても、情報はほとんどもたらされず、事故後には2度の温度データがあるのみだった。
3月14日午前4時頃（日本時間、以下特に記載なきものは同じ）の測定では、温度が沸騰間際のセ氏84度 (°C) に達していた。
3月15日午前6時14分、4号機で水素爆発が発生して建屋の屋根と壁が失われ、このことは保安院をはじめ規制機関に特に極度の緊張をもたらした。
炉に燃料のない4号機で起きたこの爆発の水素の起源が明らかではなかったため、保安院や米NRC、その他多くの専門家は、予想より早くすでにプールの水が失われており、ジルコニウムと水蒸気の反応が発生しているのだと結論した。
3月15日、東電本店内に統合対策本部を設置した政府は、この日プールへの注水を命じる措置命令を出し、東電もプールの状況判断と対策の優先度を上げた。
事故の早い時期から特に4号機プールにおける冷却材喪失を懸念していた米NRCも、
グレゴリー・ヤツコ委員長が、3月16日（ワシントン時間）、議会公聴会で「原子炉建屋は破壊されており、使用済み燃料プールの水はなくなっていると考えている」との見解を示した。
また、この日の米NRCの助言のもと、米大使館は日本の避難指示に凖じていた対応を変え、3月17日未明、米国民に半径50マイル（約80キロメートル）圏内から避難するよう勧告した。
3月15日以降、ブールへの注水が種々の急造の手段を講じて計画された。
しかし、3月16日午後、上空からの目視とビデオ映像により、予測と異なり4号機プールの水位が維持されていることが確認された。
当初、タングステンで内張りした自衛隊ヘリコプターからの注水が計画されていたが、
これは4号機プールの水位の確認によって、3月17日、水蒸気の目立っていた3号機プールに対して行われた。
4号機プールへの最初の注水は地上から高圧放水車によって3月20日に試みられたものの、大きな成果を上げられなかった。
実質的注水が開始されたのは、3月22日以降、長いブームを備えたドイツ製や中国製のコンクリートポンプ車を利用してからだった。
プールの水位は4月12日から系統的に測定できるようになり、さらなるいくつかの臨時の手段を経て、7月にはプールの冷却・浄化を行う系統に消防ホースを接続し、定常的に注水が可能となった。
一方、プール下の構造の健全性も懸念されていたため、米国側からの助言に基づき、2011年6月、いち早くプール直下の空間が鉄骨とコンクリートの柱で補強された。
4号機の使用済み燃料は2013年11月からおよそ1年をかけ、共用プールへと移動されている。

#### 4号機プール危機回避の分析
計算上の推定と異なり、結果として、4号機プールの水位は維持されジルコニウム火災の危機は回避された。
しかし、それは事故対応とは関係のない原子炉ウェルからの水の流入によるものであったことが後に判明した。
原子炉ウェルは原子炉圧力容器の直上の窪みで、隣接する蒸気乾燥器・気水分離器仮置きピット（D/Sピット）とともに、核燃料の移送時などに水が満たされる。
原子炉ウェルとプールとの間の燃料移送は、2重のゲートが備えられた狭い水路を通して水中で行われる。
原子炉内のシュラウド取替作業を行った4号機は、事故当時、これら原子炉ウェルとD/Sピットにまだ水が張られたままとなっていた。
プールの水位の低下による水圧差で、原子炉ウェルの水がゲートに生じた隙間からプールに流入したものと推定され、これによって4号機プールの水位は推定よりも高く維持され燃料露出を免れた。
原子炉ウェルに水が残っていたのは、シュラウド切断が予定通り進まず工期が遅れたためで、本来は地震4日前の3月7日までに水が抜かれる予定だった。
4号機プールの危機がどこまで迫っていたかは、その後の事故状況の再構築によって明らかにされた。
2012年、サンディア国立研究所が行ったシミュレーションは、プールへの水の流入も注水もなければ、3月下旬に水位は燃料を露出させるまで低下し、その後、数日のうちに大規模なジルコニウム火災を生じていたであろうことを示している。
米アカデミーは、福島第一原発事故の教訓を検討した2編からなる報告書を議会に提出したが、その第2部 (Shepherd et al. 2016) の多くを使用済み燃料プールの問題の分析と提言に充てた。
2012年の東電事故調査報告書とは独立に、オークリッジ国立研究所と米アカデミー報告書は、それぞれ事故後の4号機プールの水位の動きを再構築し、どちらも4月半ばには燃料頂部から2メートル (m) 足らずのところまで水位が迫っていたことを明らかにしている。
また、米アカデミー報告は、コンクリートポンプ車による注水があっても、原子炉ウェルからの水の流入なしには4月上旬に燃料露出にいたっただろうとしている。
さらに、仮に事故が原子炉停止後102日ではなく48日であり崩壊熱が高かったとした場合にも、水が最初に追加された日よりも前に燃料は大きく露出していただろうとする。
事故当時からプールの冷却材喪失を含む「最悪のシナリオ」がいかなるものになるか予測をもとに検討されてきたが、
物理学者フランク・フォン・ヒッペル (Frank N. von Hippel) らは、2016年の論文 (von Hippel & Schoeppner 2016) 内で仮にジルコニウム火災が起きていた場合に想定される汚染範囲のシミュレーションを当時の実際の気象データを元に行った。
結果、陸地に向けて風が吹いていた日に火災が重なった場合には、関東など人口密集域を含む広範な範囲が汚染され、そのうち最悪のケースでは3500万人の居住地域が100万ベクレル毎平方メートル (Bq/m²) 以上の汚染となっていただろうと試算した。

## 火災防止の対策
上述のように米国の商用原発では2008年までにB.5.bに基づく全電源喪失時の緩和戦略に対応した。
これらの緩和策が福島第一原発に適用されていれば、使用済み燃料プールの危機のみならず事故の多くは軽減されただろうと指摘されている。
実際、可搬型の発電機、緊急時のプール注水設備、プールの予備の配管など、米原発で実際に適用されていた設備は福島事故で必要とされたものだった。
一方、2016年米アカデミー報告は、MELCORに、部分的に水を失ったプールでの火災の進展や、緊急時のスプレイ適用の効果、成層流 (stratified flow) のモデル化を行うことなどの問題を指摘し、なお対応を勧告している。
日本においては、2013年に施行された新規制基準において、設計基準を超えた過酷事故対策、テロ対策として可搬型の設備を中心とした対策が強化された。
これにより、使用済み燃料プールに関するものとしては可搬型の電源、ポンプ車、スプレイ設備などが要求されている 
。